# Lightnin' Strikes
«Lightnin' Strikes» es una canción del cantautor estadounidense Lou Christie. Fue publicada el 7 de octubre de 1965 como el sencillo principal del álbum del mismo nombre. La canción alcanzó el puesto #1 en el Billboard Hot 100 y fue certificado disco de oro por la Recording Industry Association of America.

## Recepción de la crítica
En una revisión retrospectiva de su columna Number Ones, el escritor de Stereogum, Tom Breihan, le dio una calificación de 5/10 y la describió como “cargada y cinematográfica” y “un espectáculo repelente del que no puedes apartar la mirada”. El sitio web Singersroom clasificó a «Lightnin' Strikes» en la posición #91 en su lista de “las 100 mejores canciones de 1965”.

## Posicionamiento

### Gráfica semanal
| Gráfica (1965–66)                  | Pico de posición |
| ---------------------------------- | ---------------- |
| Australia (Kent Music Report)      | 9                |
| Canadá (RPM Top Singles)           | 1                |
| Estados Unidos (Billboard Hot 100) | 1                |
| Estados Unidos (Cashbox Top 100)   | 1                |
| Reino Unido (UK Singles Chart)     | 11               |

### Gráfica de fin de año
| Gráfica (1966)                     | Pico de posición |
| ---------------------------------- | ---------------- |
| Australia (Kent Music Report)      | 67               |
| Estados Unidos (Billboard Hot 100) | 23               |
| Estados Unidos (Cashbox Top 100)   | 15               |

## Certificaciones y ventas
| País                  | Certificación | Ventas  |
| --------------------- | ------------- | ------- |
| Estados Unidos (RIAA) | Oro           | 500,000 |

## Otras versiones
La canción fue versionada por el músico Del Shannon en su álbum de 1966, This Is My Bag. El dúo musical estadounidense Jan and Dean incluyó una versión de la canción en su álbum  Filet of Soul – A “Live” One (1966). El músico alemán Klaus Nomi incluyó una versión de la canción en su álbum debut homónimo de 1981.